# Semotilus
Semotilus es un género de peces de la familia Cyprinidae y de la orden de los Cypriniformes.

## Especies
- Semotilus atromaculatus (Mitchill, 1818)
- Semotilus corporalis (Mitchill, 1817)
- Semotilus lumbee Snelson & Suttkus, 1978
- Semotilus thoreauianus D. S. Jordan, 1877

- Datos: Q3768522
- Multimedia: Semotilus / Q3768522
- Especies: Semotilus